# Eñaut Elorrieta
Eñaut Elorrieta Larruzea (Guernica y Luno, Vizcaya, 1975) es un compositor y cantante vasco. Licenciado en Física por la Universidad del País Vasco, ha ejercido como profesor de primaria y secundaria. Fue cantante del grupo Lugarri. En otoño de 1996, junto con Jon Mikel Arronategi, bajista de Exkixu crearon el grupo Ken Zazpi. Desde 2013 está inmerso en su carrera en solitario.

## Trayectoria
Entre 1990 y 1998, estudió música en la academia Gayarre y en la escuela de música Andres Isasi de Guecho. En 1986 comenzó a cantar y tocar la guitarra en el grupo de folk rock Lugarri, hasta que se deshizo la banda en 1995, después de publicar un solo álbum. En 1996 creó la banda Ken Zazpi junto a Jon Mikel Arronategi en Guernica. Fue compositor de gran parte de las canciones de la banda. Después de trabajar como profesor, se dedica exclusivamente a la música desde 2009.
2013 fue el año de su primer disco en solitario, Deserriko Kantak. Un trabajo monográfico en torno al concepto del exilio. Junto a letras suyas, musicalizó textos de Gabriel Aresti, Mario Benedetti, Harkaitz Cano, Joan Oliver y Joseba Sarrionandia.
En 2016 conoció a las pianistas Katia y Marielle Labèque de mano de Thierry Biscary, y junto a otros músicos vascos actuaron en diferentes lugares de Europa. En 2017 tocaron en el festival Jazz in Marciac entre otros. En 2018 participó en el disco y la gira Amoria de las hermanas Labèque.
El mismo año, en solitario pero acompañado por el quinteto de cuerda Kaabestri, publicó Harian. En él interpretaron canciones conocidas de su repertorio, así como nuevas composiciones; por ejemplo Sakonki, canción con letra de Jorge Oteiza. En primavera de 2019, y después de una gira por teatros, publicó Harian Zuzenean, álbum  que incluye canciones grabadas en directo en esa misma gira.
En noviembre del 2019 publicó Irteera Argiak. En este trabajo volvió al folk-rock. En este álbum participaron Maite Larburu, Borja Barrueta, Fernando "Lutxo" Neira eta Ruben Caballero entre otros.
En abril de 2020, publicó Harbide Zilar Bat, canción creada y grabada durante el confinamiento.

## Detención
En octubre de 1997 fue detenido por la Ertzaintza acusado de presunta colaboración con la organización ETA. En concreto, fue acusado de facilitar vehículos al Comando 'Katu'. La furgoneta, una Ford Transit, fue utilizada en un atentado contra el Museo Guggenheim de Bilbao. Finalmente, fue puesto en libertad sin cargos.

## Discografía
Con Lugarri:
- Lugarri (Duplival, 1994)

Con Ken Zazpi:
- Atzo da bihar (Gor Discos, 2001)
- Bidean (Gor Discos, 2003)
- Gelditu denbora (Gor Discos, 2005)
- Argiak (Oihuka, 2007)
- Zazpi urte zuzenean (Argiak , 2009)
- Ortzemugak begietan (Elkar-Argiak, 2010)
- Ken Zazpi & Euskadiko Orkestra Sinfonikoa (Elkar-Argiak, 2013)
- Phoenicoperus (Elkar, 2015)

Como solista:
- Deserriko kantak (Elkar, 2013)
- Harian (Elkar, 2018)
- Harian Zuzenean (Elkar, 2019)
- Irteera argiak (Elkar, 2019)